# تور باکره
تور باکره (به انگلیسی: The Virgin Tour) اولین تور کنسرت خواننده و ترانه‌سرای آمریکایی، مدونا، بود. این تور با دو آلبوم استودیوی او، «مدونا» (۱۹۸۳) و «مثل یک باکره» (۱۹۸۴)، هماهنگ بود. اصلاً هدف اولیه برگزاری تور جلب نظر بین‌المللی بود، اما تور تنها به ایالات متحده و کانادا محدود شد. بعد از موفقیت «مثل یک باکره»، وارنر بروز رکوردز تصمیم گرفت مدونا را به تور بفرستد. پس از اعلام رسمی در تاریخ ۱۵ مارس ۱۹۸۵، مادونا و تیمش برنامه‌های تولید را آغاز کردند. او می‌خواست تور یک بازتاب از خودش باشد و با طراح ماریپول برای لباس‌ها همکاری کرد.
گروه Beastie Boys به عنوان اکت افتتاحیه انتخاب شدند و تهیه‌کننده موسیقی پاتریک لئونارد به عنوان مدیر موسیقی انتخاب شد. صحنه به شکل مثلث بود و پله‌ها و رامپ‌هایی اطراف آن بودند، با ترتیب نورپردازی‌ها که حدود ۳۰ فوت بالاتر از صحنه آویزان بودند. چهار صفحه نمایش غول‌پیکر سه طرف حاشیه خارجی صحنه را پوشش می‌دادند. لیست اجرا شامل آهنگ‌های آلبوم‌های او، «مادونا» و «مثل یک باکره» بود. مدونا با دو رقاص مرد به عنوان حمایت‌کنندگان اجرا می‌کرد و با انرژی به سراسر صحنه حرکت می‌کرد. نمایش با اجرای او در یک لباس عروس به پایان رسید و او «مثل یک باکره» و «دختر مادی» را اجرا کرد.
تور نقدهای مختلفی از سوی منتقدان دریافت کرد، اما از نظر تجاری موفق بود و تعداد زیادی از طرفداران جدید مدونا در آن شرکت کردند. همان‌طور که اعلام شد، بلیت‌ها تقریباً در همه‌جا به فروش رسیدند. فروشگاه بزرگ دپارتمانی مکی در نیویورک یک «دپارتمان مدونا» ایجاد کرد، جایی که خریداران نه تنها محصولات رسمی تور را بلکه لباس، جواهرات و لوازم جانبی را برای تقلید از آنچه که (در آن زمان) به عنوان «سبک» مدونا شناخته می‌شد، پیدا می‌کردند. فروشگاه با طرفدارانی غرق شده بود که هر چیز از دستبندها و سربند گرفته تا گردنبندها و حلقه‌ها را خریداری می‌کردند. این فروشگاه همچنین کفش، پیراهن‌ها، کاپشن‌های جین، عینک‌های بزرگ و لوازم جانبی "امضای" مدونا را داشت: گردنبندهای نمادین مثل تسبیح، گوشواره‌های صلیبی، دستکش‌ها و حتی یک کپی از کمربند نمادین او که روی آن حک شده بود "BOY" با حروف بزرگ. این تور بیش از ۵ میلیون دلار (معادل ۱۳٫۶ میلیون دلار در سال ۲۰۲۲) درآمد کسب کرد و بیلبورد باکس‌اسکور گزارش کرد که درآمد آن ۳٫۳ میلیون دلار (معادل ۸٫۹۸ میلیون دلار در سال ۲۰۲۲) بوده‌است.
تور ضبط و با عنوان «مدونا زنده: تور باکره» به صورت وی‌اچ‌اس، بتامکس و لیزردیسک منتشر شد و گواهی طلای انجمن صنعت ضبط آمریکا (RIAA) را دریافت کرد.